# Julien Bill
 (juillet 2019).
Si vous disposez d'ouvrages ou d'articles de référence ou si vous connaissez des sites web de qualité traitant du thème abordé ici, merci de compléter l'article en donnant les références utiles à sa vérifiabilité et en les liant à la section « Notes et références ».
Pas d'image ? Cliquez ici
Julien Bill, né le 2 mai 1983 à Genève, est un pilote de moto-cross et de supercross suisse.
Il remporte un titre de champion du monde en 2011, en catégorie MX3.
Il est connu ce jour comme étant l’unique champion du monde de motocross suisse.

## Biographie
Julien Bill, surnommé « Djulmix », commence la moto à l’âge de quatre ans. Il fait sa première course à l’âge de six ans et passe pilote professionnel à seize ans lors de ses débuts en Grand Prix, Championnat du Monde de Motocross.
Il va gravir les échelons les uns après les autres jusqu’à devenir pilote officiel KTM Red Bull, puis Yamaha UK, HRC Honda et Aprilia.
Lors de ses années en MX1, devenu ensuite MXGP, il va obtenir une vingtaine de top 10, une dizaine de top 5 et même un podium sur le circuit de Namur en Belgique. Troisième du championnat MX3 en 2005, il dispute plusieurs saisons en MX1, puis retourne en MX3 où il obtient le titre de champion du monde lors de l'édition 2011. Au total, il comptabilise 22 podiums de Grand Prix dont 8 victoires, ainsi qu’une multitude de sélections avec l’équipe de Suisse au motocross des nations. Il obtient une 8e place à Budds Creek aux USA et un podium en individuel en MX1 l’année suivante en Angleterre.
Il pratique également le supercross, obtenant notamment un titre de vice champion d’Europe ainsi que divers podiums lors de courses internationales tels qu'à Gênes, Milan, ou encore Genève.
À l’échelon national il écume les titres également pour un total de 13 championnats remportés, ce qui lui donne la place du pilote suisse le plus titré dans ce sport, à égalité avec Philippe Dupasquier.[réf. nécessaire]
Il annonce sa retraite professionnelle en 2015.
En 2018 il crée et commercialise une application d'émoji moto « #MotoEmoji »,.

## Écuries
Pilote officiel en Grand Prix pour :
- KTM Red Bull 2005
- Yamaha Dixon UK 2006
- HRC Honda 2007-2008
- Aprilia 2009-2010

## Palmarès
Son palmarès est le suivant :
Résultat en Championnat du monde de motocross :
- 2005 3e du championnat du monde MX3
- 2006 15e du championnat du monde MX1
- 2007 15e du championnat du monde MX1
- 2008 13e du championnat du monde MX1
- 2009 17e du championnat du monde MX1
- 2010 34e du championnat du monde MX1
- 2011 Champion du monde MX3

Il totalise 22 podiums de Grand Prix
Résultats lors du motocross des nations :
- 3e place en individuel catégorie MX1 motocross des nations 2008 en Angleterre
- 6 participations avec l’équipe de Suisse

Autres résultats :
- 1992 Champion de Suisse 60 cc
- 1996-1997 Champion de Suisse 80 cc
- 1997 3e du championnat d’Europe motocross 80 cc
- 1998 Champion de Suisse national 125 cc
- 2001 Champion de Suisse élite 125 cc
- 2003-2004 Champion de Suisse élite motocross 125 cc
- 2003 Champion de Suisse élite supercross 125 cc
- 2004 Champion de Suisse élite supercross 250 cc
- 2004 Vice-champion d’Europe de supercross 125 cc
- 2005 Champion de Suisse élite 450 cc
- 2012 Champion de Suisse élite 250 cc + 450 cc lors de la même saison.
- 2013 Champion de Suisse élite 450 cc